# Bundesstraße 254
Die Bundesstraße 254 (Abkürzung: B 254) führt von der Anschlussstelle Felsberg der A 49 über Alsfeld nach Fulda. Sie hat eine Gesamtlänge von etwa 104 Kilometern.

## Verlauf
Schwalm-Eder-Kreis
A-49-Anschlussstelle Felsberg – Dissen – Deute – Niedervorschütz – Niedermöllrich – Wabern – Unshausen – Hebel – Lützelwig – Frielendorf – Gebersdorf – Leimsfeld – Niedergrenzebach – Trutzhain – Zella – Röllshausen – Schrecksbach
Vogelsbergkreis
Alsfeld (Eudorf) – Alsfeld – Alsfeld (Altenburg) – Schwalmtal (Brauerschwend) – Lauterbach (Maar) – Lauterbach – Wartenberg (Angersbach) – Wartenberg (Landenhausen)
Landkreis Fulda
Großenlüder (Müs) – Großenlüder – Großenlüder (Bimbach)
Stadt Fulda
Rodges (Industriegebiet Fulda-West), Maberzell, Maberzeller Straße, Bardostraße (Neuenberg), Frankfurter Straße (Kohlhaus) und Bronnzell

## Aktuelle Entwicklungen
Die B 254 ist eine im Lkw-Fernverkehr häufig benutzte Abkürzung zwischen den Autobahnen A 5 und A 7. Von dem Plan, die B 254 ab dem 1. Juli 2006 in die Mautpflicht einzubeziehen, wurde Abstand genommen. Stattdessen wurde am 18. Oktober 2006 ein generelles Fahrverbot auf der B 254 zwischen dem Anschluss Felsberg der A 49 bis zum Anschluss Fulda-Süd der A 66 für Transit-Lkws über zwölf Tonnen verhängt. Nur in folgenden Ausnahmefällen dürfen die schweren Lastwagen dort fahren:
- zum Be- oder Entladen an der Strecke;
- im 75-Kilometer-Umkreis (Luftlinie) vom Be- oder Entladeort;
- zum und vom Wohnort des Fahrers (Ausnahmegenehmigung erforderlich).

Mit dem Verbot wollte der ehemalige hessische Verkehrsminister Alois Rhiel dem zusätzlichen Lastwagenverkehr durch die Lkw-Autobahnmaut auf der B 254 entgegenwirken, der zu einer Mehrbelastung der Anwohner geführt hatte.